# 서대문구 갑
서울 서대문구 갑은 대한민국의 국회의원 선거구이다. 서울특별시 서대문구 일부 지역을 관할한다. 현 지역구 국회의원은 더불어민주당의 김동아이다.

## 역사
제13대 국회의원 선거를 앞두고 서대문구·은평구 선거구에서 독립되면서 신설되었다. 신설 당시 충정로동, 천연동, 현저동, 북아현동, 대신동, 창천동, 연희동, 홍제동이 서대문구 갑으로 명명되었으며 나머지 지역인 홍은동, 북가좌동, 남가좌동은 서대문구 을이 되었다. 
이후 수차례의 행정동 통합을 거쳐 제19대 국회의원 선거부터 현재의 관할 구역을 이루었다.

## 관할 구역
| 대수      | 관할 구역 |
| --------- | --- |
| 13대~15대 | 서대문구 충정로동, 천연동, 현저동, 북아현제1동, 북아현제2동, 북아현제3동, 대신동, 창천동, 연희제1동, 연희제2동, 연희제3동, 홍제1동, 홍제2동, 홍제4동 |
| 16대~18대 | 서대문구 충정로동, 천연동, 북아현제1동, 북아현제2동, 북아현제3동, 대신동, 창천동, 연희제1동, 연희제2동, 연희제3동, 홍제1동, 홍제2동, 홍제4동         |
| 19대~     | 서대문구 충현동, 천연동, 북아현동, 신촌동, 연희동, 홍제1동, 홍제2동                                                                                  |

## 역대 국회의원
| 선거   | 정당 | 정당           | 의원   |
| ------ | ---- | -------------- | ------ |
| 1988년 |      | 민주정의당     | 강성모 |
| 1992년 |      | 민주당         | 김상현 |
| 1996년 |      | 새정치국민회의 | 김상현 |
| 2000년 |      | 한나라당       | 이성헌 |
| 2004년 |      | 열린우리당     | 우상호 |
| 2008년 |      | 한나라당       | 이성헌 |
| 2012년 |      | 민주통합당     | 우상호 |
| 2016년 |      | 더불어민주당   | 우상호 |
| 2020년 |      | 더불어민주당   | 우상호 |
| 2024년 |      | 더불어민주당   | 김동아 |

## 역대 선거 결과

### 대한민국 제13대 국회의원 선거
|  | 37.04% |

|  | 31.39% |

|  | 23.65% |

|  | 5.76% |

|  | 1.37% |

|  | 0.75% |

### 대한민국 제14대 국회의원 선거
|  | 45.49% |

|  | 40.42% |

|  | 14.07% |

### 대한민국 제15대 국회의원 선거
|  | 40.10% |

|  | 39.31% |

|  | 11.51% |

|  | 7.23% |

|  | 1.83% |

### 대한민국 제16대 국회의원 선거
|  | 47.01% |

|  | 45.16% |

|  | 2.88% |

|  | 2.75% |

|  | 2.17% |

### 대한민국 제17대 국회의원 선거
|  | 46.06% |

|  | 43.81% |

|  | 4.62% |

|  | 4.41% |

|  | 0.62% |

|  | 0.45% |

### 대한민국 제18대 국회의원 선거
|  | 51.64% |

|  | 43.49% |

|  | 4.06% |

|  | 0.78% |

### 대한민국 제19대 국회의원 선거
|  | 54.36% |

|  | 45.63% |

### 대한민국 제20대 국회의원 선거
|  | 54.88% |

|  | 40.27% |

|  | 2.81% |

|  | 2.02% |

### 대한민국 제21대 국회의원 선거
|  | 53.24% |

|  | 41.64% |

|  | 3.23% |

|  | 1.13% |

|  | 0.36% |

|  | 0.36% |

### 대한민국 제22대 국회의원 선거
|  | 50.75% |

|  | 43.49% |

|  | 5.75% |

## 같이 보기
- 서대문구
- 서울특별시의 선거구